# Castell de Castellfollit (Vimbodí)
El castell de Castellfollit conegut popularment com a torre del Moro, és damunt una roca al vessant est del barranc de Castellfollit. Des d'aquest lloc es pot controlar el pas pel camí que segueix el fons de la vall i es pot establir relació visual amb indrets diversos de les Muntanyes de Prades. Hi ha una bona panoràmica d'un sector de la Conca de Barberà.

## Història
Castell d'història desconeguda, s'ha confós amb els castells homònims de l'Anoia, el Bages i la Garrotxa. Donà nom a una granja del Monestir de Poblet que es bastí dins el seu terme i que és esmentada per primera vegada com a tal l'any 1221. Per alguns autors es tractaria d'una fortificació musulmana relacionada amb el castell de Siurana, un enclavament de la Frontera Superior, més o menys vinculat a dominis sarraïns Això podria situar la seva data de construcció al voltant del segle X o principis del segle xi. Possiblement, un dels pocs exemples d'emplaçament coneguts del període andalusí de la Conca. La zona fou reconquerida pels volts del 1153-54.

## Arquitectura
La torre del castell, de planta trapezial, anomenada popularment la torre del Moro, és situada a l'extrem oriental d'una penya coronada per una esplanada de 50 m de llarg i força estreta. A les bandes nord i sud hi ha un important espadat. La banda oest és menys abrupta. A l'esplanada hi ha també diverses cavitats, possiblement cisternes. També s'hi troben restes d'altres construccions. A l'interior, les mides eren d'uns 2,7 m (nord i sud) i les dels costats est i oest de 4 i 3,5 m respectivament. El gruix dels murs és d'uns 70 cm. L'alçada del que s'ha conservat és de poc més de 2 m a 4,3 m segons la forma de les roques que fonamenten la fortalesa. És possible que hi hagués un pis superior, cobert per una teulada. La porta, d'uns 90 cm d'amplada, era al cantó oest, a uns 2 m del terra exterior. Se'n conserva el muntant meridional.
Els murs de la torre són fets amb pedres i carreus, amb un sistema d'encofrat molt semblant al de les tàpies tan característics del món musulmà. L'alçada dels blocs és de 90 a 100 cm i la llargada de 2 m. Aquest sistema constructiu implicaria diverses etapes en la construcció així com una certa feblesa en el conjunt de l'edifici doncs l'encofrat no donava la volta a la torre per cenyir-la, sinó que cada mur era independent, amb una mínima imbricació en els angles. L'encofrat era format per pedres no gaire grans molt poc treballades i que no formaven filades. Més escairats són els carreus dels angles i del muntant de la porta. L'espai entre pedres s'omplia amb morter de calç.
Al voltant de la torre i en un radi de 100 m s'hi troben altres construccions molt malmeses. Cap a l'oest, dues cavitats buidades a la roca que probablement s'utilitzaren com a cisternes. Un fragment de mur situat a l'est de la torre que segueix la carena al llarg de 6,8 m, té un gruix de 170 cm i l'alçada actual és d'1,5 m. Probablement feia de mur de pas o paret de separació dels dos vessants. A l'oest de la torre, la part menys protegida pel relleu natural, hi ha les restes d'un angle d'un mur adossat a la roca. Aquestes dues construccions semblen demostrar l'existència d'un recinte fortificat al voltant de la torre i una muralla que el completava.